# ヴィンセント・ガニエ
- ヴァンサン・ガニエ

ヴィンセント・ガニエ（Vincent Gagnier、1993年7月21日 - ）は、カナダ・ケベック州ビクトリアビル出身のフリースキーヤー。スロープスタイル・ビッグエアの競技者。

## 成績
2015年1月に開催されたWinter X Gamesでは、アメリカのボビー・ブラウン (フリースタイルスキーヤー)やスイスのエリアス・アンビュールを抑え、2014年のシルバーメダルを上回り初のゴールドメダルに輝いた。
エアではBio軸などのスピン系を得意にしている。
ゴールドメダルに輝いた2015年のX Gamesでは、ダブルバイオ1260・ダブルジーニーグラブtoオクトパスグラブをランディングし、50点満点中で47点を出した。

## スポンサー
- Rockstar Energy
- Salomon
- O'Neill
- Anon
- Axis Boutique
- Ed Hardy